# Łukasz Żal
Łukasz Żal, född 1981, är en polsk filmfotograf.

## Filmografi (i urval)
- 2013 – Ida
- 2015 – Efterskalv
- 2017 – Loving Vincent
- 2018 – Cold War
- 2023 – The Zone of Interest